# 湯姆·阿爾德雷德
湯姆·阿爾德雷德（英語：Tom Aldred；1990年9月11日—）是一位英格蘭足球運動員。在場上的位置是後衛。他現在效力於澳大利亞職業足球聯賽球隊布里斯班獅吼。

## 外部連結
- 足球数据库：湯姆·阿爾德雷德的球员统计数据